# Важенко
Важенко (пол. Warzenko, нім. Warschenko) — село в Польщі, у гміні Пшодково Картузького повіту Поморського воєводства.
Населення — 218 осіб (2011).
У 1975-1998 роках село належало до Гданського воєводства.

## Демографія
Демографічна структура станом на 31 березня 2011 року:
|          | Загалом | Допрацездатний вік | Працездатний вік | Постпрацездатний вік |
| -------- | ------- | ------------------ | ---------------- | -------------------- |
| Чоловіки | 102     | 33                 | 62               | 7                    |
| Жінки    | 116     | 39                 | 67               | 10                   |
| Разом    | 218     | 72                 | 129              | 17                   |